# Aivar Pohlak

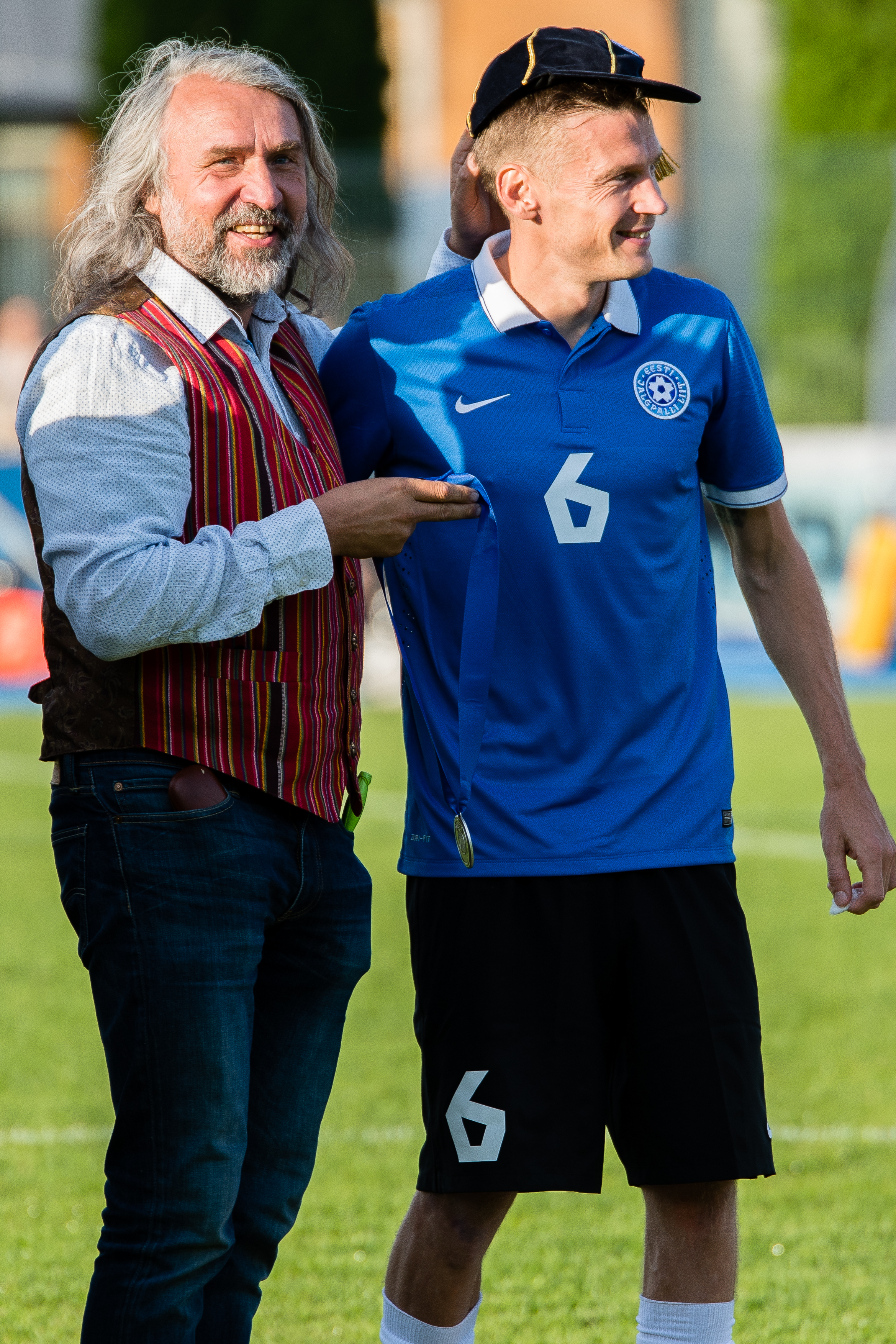
Aivar Pohlak junto con el internacional Aleksandr Dmitrijev.

Aivar Pohlak (Tallin, 19 de octubre de 1962) es un exfutbolista y dirigente deportivo estonio, actual presidente de la Asociación Estonia de Fútbol desde 2007.

## Biografía
Graduado por la Universidad Técnica de Tallin, de joven compaginó el fútbol con la escritura de cuentos infantiles y la enseñanza de estonio en una escuela del municipio de Oru.
En 1990 fue uno de los fundadores del Flora Tallin, un club de fútbol del que llegaría a ser delantero, entrenador y presidente en la primera temporada. Al año siguiente se retiró como jugador para centrarse en labores administrativas. A partir de 1992, el Flora participó en la primera edición de la División de Honor, adoptó una política de cantera en colaboración con la Asociación Estonia de Fútbol (EJL) y en la temporada 1993/94 obtuvo su primer título de liga. Desde entonces, este equipo ha sido la principal potencia del fútbol estonio.
La labor de Pohlak en el desarrollo del fútbol en Estonia se ha centrado en la creación de nuevos clubes, entre ellos el FC Kuressaare. En 1997 impulsó un plan para construir un estadio para partidos internacionales y una ciudad deportiva en el distrito tallinés de Lilleküla, conocido actualmente como A. Le Coq Arena, que fue inaugurado en octubre de 2001 y actualmente acoge tanto al Flora Tallin como a la selección estonia.
El gobierno de Estonia galardonó a Pohlak en 2002 como reconocimiento a su labor deportiva. En 2003 fue nombrado vicepresidente de la EJL, y desde 2007 ocupa la presidencia de la asociación.
A nivel personal se caracteriza por un aspecto peculiar, con melena y chalecos de piel de oveja. En 2009 se presentó a las elecciones del municipio de Kose y fue el segundo candidato más votado. Su hijo Pelle Pohlak ha sido futbolista y desde 2016 es el presidente del FC Flora.